# Franz Fekete
Franz Wilhelm Fekete (* 21. oder 22. September 1921 in Sankt Peter-Freienstein; † 20. Februar 2009 in Kapfenberg) war ein österreichischer SS-Hauptscharführer, SPÖ-Lokalpolitiker und von 1963 bis 1987 Bürgermeister von Kapfenberg, Steiermark.

## Leben
Franz Fekete war der uneheliche Sohn der ledigen Fabriksarbeiterin Theresia Fekete. Sein Ziehvater war Franz Auer. Fekete war Hilfsarbeiter und Federnschlosser. Er heiratete am 31. Dezember 1943 Herta Maier in Kapfenberg standesamtlich, am 26. November 1968 kirchlich in der Pfarrkirche Kapfenberg-St. Oswald (siehe Trauungsbuch 1968/52).

### Während der Zeit des Nationalsozialismus
Franz Fekete war von 1934 bis 1938 Mitglied der damals in Österreich illegalen Hitlerjugend. Nach dem sogenannten Anschluss Österreichs an Deutschland trat er zum 1. April 1938 der SS bei und wurde Mitglied der 1. Kompanie der 3. SS-Totenkopfstandarte „Thüringen“ am Standort Weimar-Buchenwald, zu deren Aufgaben die Bewachung von Konzentrationslagern gehörte. Ab 1. September 1939, während dem Einmarsch der Wehrmacht nach Polen, wurden die drei SS-Totenkopfstandarten hinter der polnischen Grenze für geheime Aufträge eingesetzt. Über diese Aufträge bestehen dokumentierte Gräueltaten und Massaker, die aktive Teilnahme an bzw. die Verübung derer konnte Fekete nicht nachgewiesen werden. Allerdings ist festzuhalten, dass Fekete am 1. Oktober 1939 zum SS-Rottenführer befördert wurde. Ab dem 1. Oktober 1939 wurden die Angehörigen der 3. Standarte gemeinsam mit den Standarten „Oberbayern“ und „Brandenburg“ nach Dachau verlegt. Dort wurde aus diesen Einheiten die spätere 3. SS-Division Totenkopf gebildet, die ab Mai 1940 an der Besetzung Frankreichs beteiligt und während des Zweiten Weltkrieges an diversen Kriegsverbrechen beteiligt war. Eine Beteiligung Feketes an Kriegsverbrechen kann nicht belegt werden. Nach einem Durchschuss des rechten Kniegelenks und einem Oberschenkeldurchschuss links am 11. Juli 1943 wurde ihm der rechte Unterschenkel amputiert. Nach der Entlassung aus dem Lazarett wurde Fekete zwar einer Genesenen-Einheit zugewiesen, es ist allerdings dokumentiert, dass er zumindest bis April 1944 nicht eingetroffen war, eine weitere aktive Teilnahme am Kriegsgeschehen nach der Amputation ist nicht belegt.
Sein höchster bekannter Dienstgrad war SS-Hauptscharführer. Er wurde mehrmals verwundet und mehrfach dekoriert, unter anderem mit der Silbernen Nahkampfspange, die insgesamt nur ca. 9.500 Mal verliehen wurde.

### Lokalpolitiker der SPÖ und Bürgermeister von Kapfenberg
Franz Fekete war von 1963 bis 1987 beliebter und erfolgreicher Bürgermeister der Stadt Kapfenberg. Besondere Anliegen waren ihm Bildung, Wohn- und Lebensqualität sowie Sport. In Feketes Amtszeit wurde Kapfenberg Europastadt (1971), 1973 wurde die Sporthalle Walfersam gebaut, 1978 bekam die Stadt ein eigenes Gymnasium, von 1979 bis 1983 wurde der Tanzenbergtunnel als Kapfenberger Umfahrung gebaut, 1987 wurde das damalige Alpenstadion generalsaniert – der erste Schritt Kapfenbergs zur heutigen Sportstadt. Seinen größten Wahlerfolg hatte Fekete bei der Gemeinderatswahl im Jahr 1980, worauf er den Spitznamen Mister 83 Prozent erhielt.

## Ehrungen
- Ehrenring der Stadt Kapfenberg, 12. Dezember 1980[10]
- Ehrenbürger von Kapfenberg, 21. September 1981[11]
- Franz-Fekete-Stadion: Heim-Spielstätte des Kapfenberger SV, seit seinem 80. Geburtstag im Jahr 2001 nach ihm  benannt. Rücknahme der Benennung des Stadions durch Antrag im Kapfenberger Gemeinderat am 14. Dezember 2023, Wirksamkeit per 1. Jänner 2024.[12]
- Ehrenring des Landes Steiermark (Nr. 57)
- Florianiplakette und Ehrenmitgliedschaft von/bei der Feuerwehr der Stadt Kapfenberg[13]

## Umbenennung des Kapfenberger Stadions aufgrund NS-Vergangenheit
Im Zusammenhang mit einem am 21. November 2022 in der österreichischen Tageszeitung Der Standard erschienenen Artikel über die SS-Vergangenheit Feketes wurde in verschiedenen Medien eine Umbenennung des Franz-Fekete-Stadions in den Raum gestellt und diskutiert.
Die österreichische Fußball-Bundesliga und der ÖFB reagierten bereits am 21. November 2022 mit folgendem Statement: „Die Bundesliga und der ÖFB können zwar die Bezeichnung des Stadions nicht ändern, werden den Namen jedoch ab sofort nicht mehr verwenden und zukünftig im Meisterschaftsbetrieb, im Cup und auf allen Kanälen vom "Stadion Kapfenberg" sprechen. Des Weiteren wird Kontakt zum Dokumentationsarchiv des österreichischen Widerstandes (DÖW) aufgenommen werden, um die Namensgebung weiterer österreichischer Stadien zu untersuchen.“
Laut weiteren Medienberichten wird die SS-Vergangenheit Feketes durch die Kapfenberger Stadtregierung aufgearbeitet. Die Stadt Kapfenberg setzt in diesem Zusammenhang eine Historikerkommission ein.
Wegen der dokumentierten SS-Vergangenheit Feketes wurde die Rücknahme der Benennung des Stadions am 14. Dezember 2023 im Kapfenberger Gemeinderat entschieden und per 1. Jänner 2024 wirksam.